# Красная Регизла
Красная Регизла (баш. Ҡыҙыл Ырғыҙлы) — деревня в Архангельском районе Республики Башкортостан России. Входит в состав Арх-Латышского сельсовета.

## Географическое положение
Расстояние до:
- районного центра (Архангельское): 15 км,
- центра сельсовета (Максим Горький): 8 км,
- ближайшей железнодорожной станции (Приуралье): 20 км.

## Население
| 2002 | 2009 | 2010 |
| ---- | ---- | ---- |
| 64   | ↗76  | ↘66  |

### Национальный состав
Согласно переписи 2002 года, преобладающая национальность — башкиры (80 %).